# Song-Mbock
Pour les articles homonymes, voir Song (homonymie) et Mbock.
Song-Mbock ou Song Mbog est un village de la Région du Littoral du Cameroun, situé dans la commune de Ngwei. 

## Population et développement
En 1967, la population de Song-Mbock était de 447 habitants, essentiellement des Bassa. La population de Song-Mbock était de 347 habitants dont 193 hommes et 154 femmes, lors du recensement de 2005.  